# جزیره بالترا

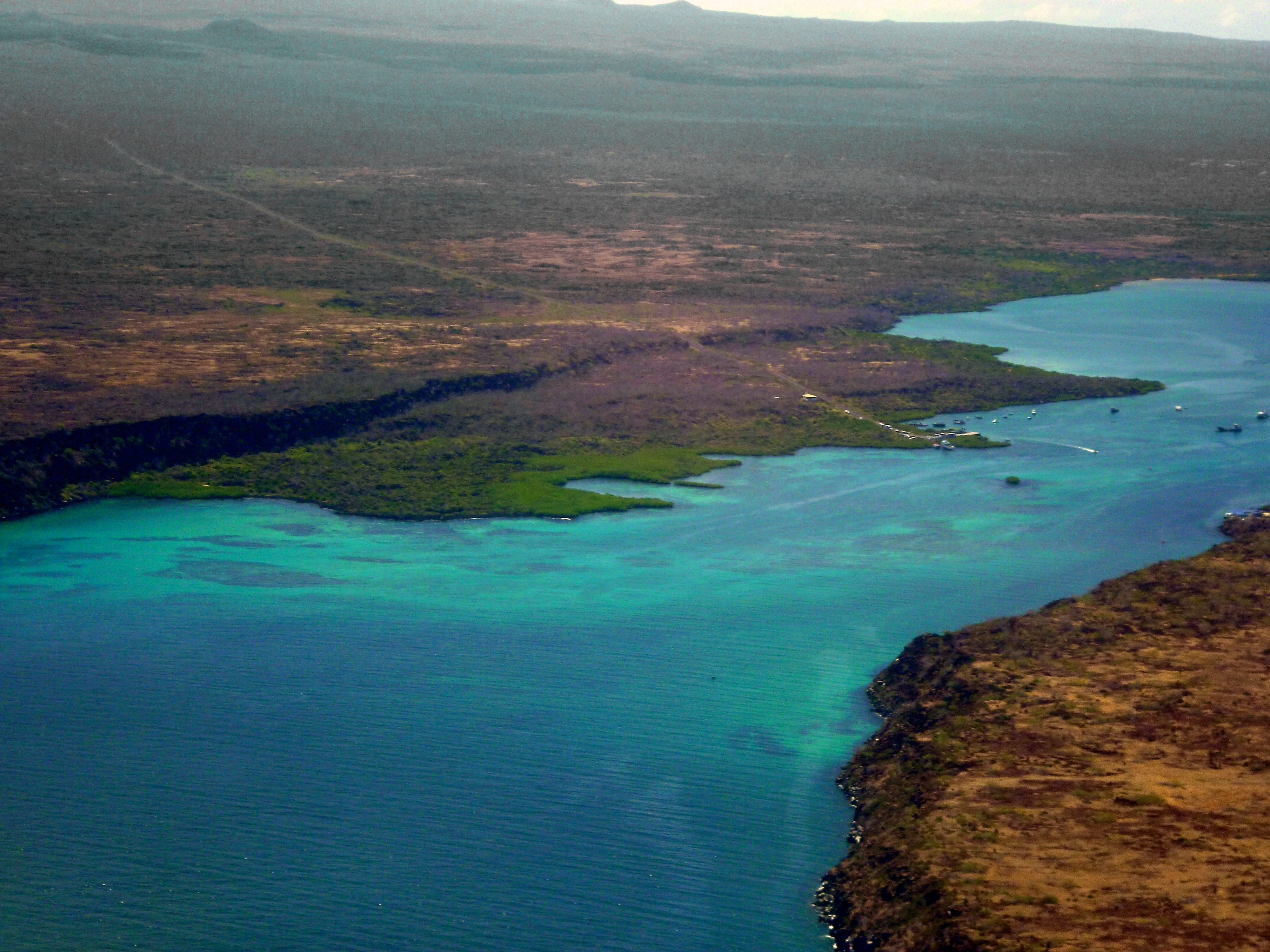
جزیره بالترا در سمت راست و جزیره سانتا کروز در سمت چپ

جزیره بالترا (به اسپانیایی: Isla Baltra) که با نام سیمور جنوبی نیز خوانده می‌شود یک جزیره کوچک در مجمع‌الجزایر گالاپاگوس است. بالترا بر اثر بالاآمدگی زمین‌ساختی به وجود آمده است و دارای زمینی بسیار خشک با پوشش اپونتیا می‌باشد.

## فرودگاه

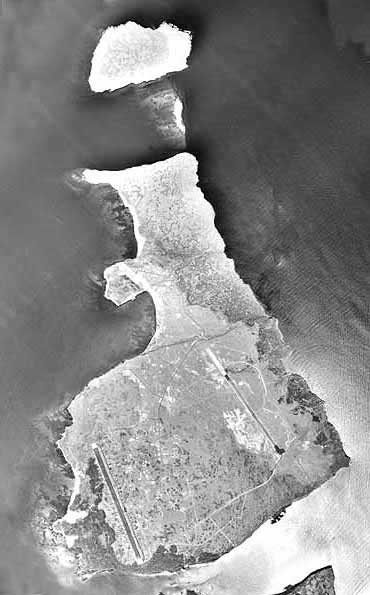
جزیره بالترا

در طول جنگ جهانی دوم، بالترا به عنوان پایگاه نیروی هوایی ایالات متحده تأسیس شد. خدمه مستقر در بالترا در شرق اقیانوس آرام برای زیردریایی‌های دشمن گشت زنی و از کانال پاناما محافظت می‌کردند. پس از جنگ این پایگاه به دولت اکوادور داده شد. امروز این جزیره به عنوان یک پایگاه نظامی رسمی اکوادور وجود دارد. پایه‌های ساختمان‌ها و سایر بقایای پایگاه ایالات متحده از جمله میدان هوایی قدیمی هنوز هم در این جزیره دیده می‌شود. تا سال ۱۹۸۶ فرودگاه سیمور تنها فرودگاه گالاپاگوس بود. اکنون فرودگاه سن کریستوبال در جزیره سن کریستوبال نیز در کنار این فرودگاه به خدمات پروازی می‌پردازد.

## حیات وحش
بالترا در حال حاضر در محدوده پارک ملی گالاپاگوس نیست. ایگوآنای زمینی گالاپاگوس در سال ۱۹۵۴ در بالترا منقرض گشت.